# Arthur Ayrault
Arthur Delancey „Dan” Ayrault Jr. (ur. 21 stycznia 1935 w Long Beach, zm. 24 lutego 1990 w Seattle) – amerykański wioślarz, dwukrotny złoty medalista olimpijski.

## Kariera
Wystąpił na igrzyskach olimpijskich w Melbourne w 1956, gdzie Amerykanie w składzie: Arthur Ayrault, Conn Findlay i Kurt Seiffert (sternik) zdobyli złoty medal w dwójkach ze sternikiem. W finale o 3,1 sekundy wyprzedzili osadę Wspólnej Reprezentacji Niemiec, a o 4,9 sekundy osadę ZSRR. Na rozgrywanych cztery lata później igrzyskach olimpijskich w Rzymie startował w czwórkach bez sternika. Arthur Ayrault, Ted Nash, John Sayre i Rusty Wailes zdobyli złoty tam medal, w finale wyprzedzając reprezentacje Włoch i ZSRR. 

## Poza sportem
W 1956 ukończył studia filozoficzne na Uniwersytecie Stanforda, a w latach 60' uzyskał dyplom z pedagogiki na Uniwersytecie Harvarda. Od 1959 pracował jako nauczyciel w Lakeside School, a od 1969 do śmierci był dyrektorem tej placówki.